# Jasenov (okres Humenné)
Jasenov je obec na Slovensku v okrese Humenné. Žije zde přibližně 1 200 obyvatel. První písemná zmínka o obci pochází z roku 1279. Podle dochovaných písemných pramenů patří Jasenov k nejstarším obcím okresu Humenné. Do roku 1990 byl součástí města Humenné.
Jasenov je potoční řadová vesnice s dominantou v podobě hradu a centrem u kostela. Zděná zástavba domů pochází z druhé poloviny 20. století.
V obci se nachází původně renesanční římskokatolický kostel sv. Martina z roku 1600.

## Dějiny
Dějiny obce se datují již od roku 1279, kdy se vyvinula z podhradí hradu Jasenov, který pravděpodobně postavili Pethénové.
Existence hradu se stala známější, když se jeho vlastníky stali Drughetovci v roce 1330. Patřil jim do 17. století. Na hradě se razily falešné mince. Původní malý hrad se čtvercovou věží rozšířili vnějším renesančním opevněním hradního areálu s dělovými baštami a systémem ochranných chodeb. V roce 1644 ho obsadila a zpustošila vojska Juraje Rákociho. Společně s hradem Brekov hlídal tento hrad bezpečnost pocestných na strategicky důležité uhersko-polské cestě.